# Plaski Vogel
Il Plaski Vogel con 2.348 m s.l.m. è una montagna della Catena del Tricorno della Slovenia compresa nel parco nazionale del Tricorno. 